# Erichsonius
Erichsonius – rodzaj chrząszczy z rodziny kusakowatych i podrodziny kusaków.
Rodzaj ten został wprowadzony w 1874 roku przez Charlesa A. Alberta Fauvela.
Chrząszcze o wydłużonym, smukłym ciele. Głowę mają z tyłu zwężoną. Głaszczki szczękowe cechuje wrzecionowaty, zaostrzony na końcu ostatni człon o długość prawie dwa razy większej niż przedostatni. Szyja jest w ⅔ tak szeroka jak głowa. Powierzchnia przedplecza jest silnie punktowana z wyjątkiem szerokiej, gładkiej linii wzdłuż jego środka. Trójkątne epimery przedtułowia są słabo zesklerotyzowane. Śródpiersie jest pozbawione poprzecznej listwy i zaopatrzone w wąski, klinowaty wyrostek międzybiodrowy. Odnóża przedniej pary mają rozszerzone stopy, przy czym u samców ich rozszerzenie jest silniejsze. Odwłok samca cechuje się trójkątnie wykrojoną tylną krawędzią szóstego sternitu, a jego aparat kopulacyjny dwuramienną paramerą.
Przedstawiciele rodzaju występują w krainach: palearktycznej, nearktycznej, orientalnej, australijskiej i etiopskiej z Madagaskarem włącznie. W Polsce stwierdzono 3 gatunki (zobacz też: kusakowate Polski)
Należy tu 155 opisanych gatunków:

- Erichsonius aequiventris Tottenham, 1956
- Erichsonius affinis (Cameron, 1926)
- Erichsonius afghanicus Tronquet, 1981
- Erichsonius allardi Levasseur, 1969
- Erichsonius altissimus (Bernhauer, 1934)
- Erichsonius alumnus Frank, 1975
- Erichsonius ampliceps Tottenham, 1962
- Erichsonius andringitranus Jarrige, 1978
- Erichsonius antiquus Frank, 1981
- Erichsonius armeniacus Coiffait, 1965
- Erichsonius assamensis (Cameron, 1932)
- Erichsonius bamakoensis Levasseur, 1969
- Erichsonius basalis (Motschulsky, 1858)
- Erichsonius basilewskyi Tottenham, 1962
- Erichsonius berei (Tottenham, 1953)
- Erichsonius blanci Jarrige, 1978
- Erichsonius bolgius (Tottenham, 1953)
- Erichsonius brachycephalus Frank, 1975
- Erichsonius brincki Scheerpeltz, 1974
- Erichsonius brunneicornis Jarrige, 1970
- Erichsonius capensis (Cameron, 1945)
- Erichsonius capribarbatus Masch et Uhlig, 1990
- Erichsonius chinensis (Bernhauer, 1939)
- Erichsonius cinerascens (Gravenhorst, 1802)
- Erichsonius civicus Frank, 1975
- Erichsonius coloratus Tottenham, 1956
- Erichsonius comorensis Uhlig, 1991
- Erichsonius confusus Levasseur, 1971
- Erichsonius commixtus Tottenham, 1956
- Erichsonius creberrimus Tottenham, 1956
- Erichsonius crebriceps (Bernhauer, 1933)
- Erichsonius crescenti Frank, 1975
- Erichsonius curtipennis (Bernhauer, 1932)
- Erichsonius curtus Tottenham, 1962
- Erichsonius deceptivus Tottenham, 1956
- Erichsonius descarpentriesi Jarrige, 1978
- Erichsonius dundoensis Tottenham, 1956
- Erichsonius dux Smetana, 1967
- Erichsonius elgonensis (Bernhauer, 1939)
- Erichsonius fallax (Tottenham, 1953)
- Erichsonius felix Tottenham, 1962
- Erichsonius floridanus Frank, 1975
- Erichsonius franzi Lecoq, 1990
- Erichsonius fraterculus (Horn, 1884)
- Erichsonius gabonicus Levasseur, 1980
- Erichsonius gentyi Levasseur, 1969
- Erichsonius girardi Levasseur, 1969
- Erichsonius glabratus (Kirshenblat, 1951)
- Erichsonius gracilicornis Scheerpeltz, 1974
- Erichsonius griveaudi Jarrige, 1978
- Erichsonius hannemanni Uhlig, 1991
- Erichsonius helgae Masch et Uhlig, 1990
- Erichsonius hergeri Uhlig, 1990
- Erichsonius hiekei Uhlig, 1990
- Erichsonius hokkaidoensis Uhlig et Watanabe, 1992
- Erichsonius horni (Bernhauer, 1922)
- Erichsonius hummleri (Bernhauer, 1944)
- Erichsonius impeditus Levasseur, 1971
- Erichsonius inutilis (Horn, 1884)
- Erichsonius itoi Uhlig et Watanabe, 1992
- Erichsonius japonicus (Cameron, 1933)
- Erichsonius jarrigei Levasseur, 1969
- Erichsonius jocosus Tottenham, 1962
- Erichsonius kamerunensis (Bernhauer, 1915)
- Erichsonius katanganus Levasseur, 1969
- Erichsonius kiboshensis (Bernhauer, 1915)
- Erichsonius kobensis (Cameron, 1933)
- Erichsonius kolweziensis Levasseur, 1969
- Erichsonius lamtoensis Levasseur, 1969
- Erichsonius laticeps (Cameron, 1918)
- Erichsonius lecordieri Levasseur, 1969
- Erichsonius leleupi Tottenham, 1962
- Erichsonius leonensis Tottenham, 1956
- Erichsonius leptocerus (Fauvel, 1905)
- Erichsonius lohsei Uhlig, 1990
- Erichsonius lomaensis Levasseur, 1971
- Erichsonius longipennis Jarrige, 1970
- Erichsonius maghrebicus Coiffait, 1965
- Erichsonius major (Cameron, 1943)
- Erichsonius mangpuensis (Cameron, 1943)
- Erichsonius manikaensis Levasseur, 1969
- Erichsonius mauriticus Uhlig, 1988
- Erichsonius mauritiensis Uhlig, 1988
- Erichsonius maximus Tottenham, 1956
- Erichsonius meurgeusae Coiffait, 1979
- Erichsonius modestus Tottenham, 1956
- Erichsonius montanellus Levasseur, 1971
- Erichsonius monticola (Cameron, 1943)
- Erichsonius muscicola Jarrige, 1970
- Erichsonius musidentatus (Masch et Uhlig, 1990)
- Erichsonius musonoiensis Levasseur, 1969
- Erichsonius myops Jarrige, 1978
- Erichsonius nanus (Horn, 1884)
- Erichsonius naomii Uhlig et Watanabe, 1992
- Erichsonius nepalicus Coiffait, 1981
- Erichsonius niloticus Scheerpeltz, 1963
- Erichsonius nitidicollis Jarrige, 1970
- Erichsonius nouristanicus Coiffait, 1979
- Erichsonius nukurensis (Fauvel, 1907)
- Erichsonius omissus Levasseur, 1971
- Erichsonius ophthalmicus Tottenham, 1956
- Erichsonius orphanulus (Erichson, 1840)
- Erichsonius papuanus (Cameron, 1937)
- Erichsonius parcior Tottenham, 1956
- Erichsonius parcus (Horn, 1884)
- Erichsonius parvus Tottenham, 1961
- Erichsonius patella (Horn, 1884)
- Erichsonius pauliani Jarrige, 1970
- Erichsonius picinus Jarrige, 1978
- Erichsonius pomonae Frank, 1975
- Erichsonius potor Tottenham, 1956
- Erichsonius proximalis Tottenham, 1956
- Erichsonius pseudomaximus Masch et Uhlig, 1990
- Erichsonius pubidentatus Masch et Uhlig, 1990
- Erichsonius pullus Zheng, 1993
- Erichsonius puncticeps (Horn, 1884)
- Erichsonius puncticulosus Zheng, 1993
- Erichsonius pusio (Horn, 1884)
- Erichsonius rivularis Kiesenwetter, 1858
- Erichsonius robustus (Bernhauer, 1915)
- Erichsonius rosellus Frank, 1975
- Erichsonius rotundodentatus Masch et Uhlig, 1990
- Erichsonius rufipennis (Bernhauer, 1932)
- Erichsonius rusticus Frank, 1975
- Erichsonius ruwenzoriensis (Bernhauer, 1934)
- Erichsonius sawadai Uhlig et Watanabe, 1992
- Erichsonius scabrosus Tottenham, 1956
- Erichsonius scotti (Bernhauer, 1931)
- Erichsonius shibatai Watanabe et Uhlig, 1992
- Erichsonius signaticornis Mulsant et Rey, 1853
- Erichsonius silvaticus (Bernhauer, 1931)
- Erichsonius silvestris (Bernhauer, 1931)
- Erichsonius sinusidentatus Masch et Uhlig, 1990
- Erichsonius smetanai Frank, 1975
- Erichsonius sobosanus Watanabe, 1963
- Erichsonius subopacus Hochhuth, 1851
- Erichsonius superbus Tottenham, 1962
- Erichsonius tenuicornis (Fauvel, 1907)
- Erichsonius terebrans Tottenham, 1956
- Erichsonius texanus Frank, 1975
- Erichsonius triangularis Tottenham, 1961
- Erichsonius tristis (Cameron, 1932)
- Erichsonius tsaratananus Jarrige, 1970
- Erichsonius tuberculatus Uhlig et Masch, 1990
- Erichsonius uhligi Lecoq, 1996
- Erichsonius validus (Cameron, 1928)
- Erichsonius variolosus Tottenham, 1956
- Erichsonius venustus Tottenham, 1956
- Erichsonius vinsoni (Cameron, 1947)
- Erichsonius vulgaris Uhlig et Watanabe, 1992
- Erichsonius watanabei Uhlig, 1992
- Erichsonius ytenensis Sharp, 1913
- Erichsonius zapfi Uhlig, 1997
- Erichsonius ziloensis Levasseur, 1969